# Чоловік поверхом вище (фільм)
«Чоловік поверхом вище» (англ. The Man Upstairs) — кінофільм.

## Сюжет
Вікторія Браун, літня неодружена жінка, жила тихо та спокійно, поки не виявила на подив на своєму горищі незнайомого чоловіка. Останній виявився в'язнем-втікачем, що опинився за ґратами за крадіжку дорогоцінностей, і Вікторія пропонує йому залишитись у неї. Поступово між ними виникає неймовірне почуття довіри, а згодом і справжня дружба.

## У ролях
- Кетрін Гепберн — Вікторія Браун
- Раян О'Ніл — Муні